# Gawain (opera)
Gawain è un'opera in due atti di Harrison Birtwistle su libretto di David Harsent.
Ispirata alla leggende medievale di Sir Gawain e il Cavaliere Verde, narra le imprese del nipote di Artù e del fantasma di un cavaliere misterioso.